# Ředitelská vila Podolské cementárny
Ředitelská vila Podolské cementárny je vila v Praze 4-Podolí, která stojí v ulici Podolská na úpatí Kavčích hor, jižně od plaveckého bazénu, postaveného na místě zaniklé cementárny. Od 2. března 2017 je chráněna jako nemovitá kulturní památka České republiky spolu s oplocením a tarasní zdí.

## Historie
Vila ve stylu industriální architektury byla postavena před rokem 1897 jako součást areálu Podolské cementárny (1871–1941) a původně měla č.p. 48. Jako vila ředitele sloužila pravděpodobně do ukončení provozu v roce 1941. Přistavěná garáž pochází z roku 1932.
Od Československých keramických závodů, n p. ji roku 1950 získal Ústřední národní výbor hlavního města Prahy, který v ní umístil mateřskou školu (1950–1951).
V 90. letech 20. století zde sídlila Czech British School, poté ji do roku 2014 vlastnila Městská část Praha 4. Roku 2015 požádala firma EMBECKO, a.s., o její demolici, kterou odvrátilo řízení o prohlášení za kulturní památku.

## Popis

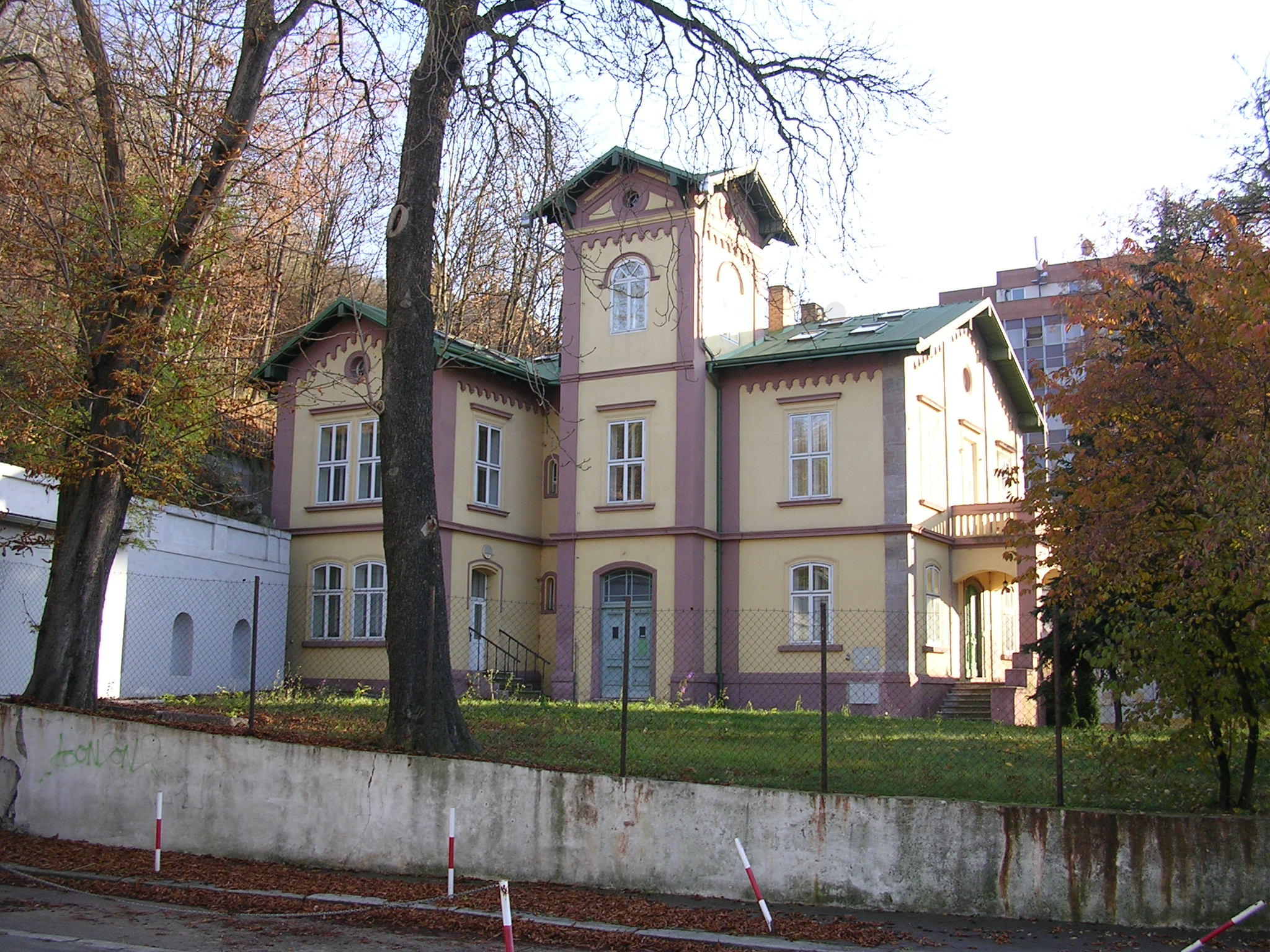

Vila je umístěna do architektonicky komponované tarasní zdi pod svahem. Je postavena z cihel na betonových základových pasech. Patrová nepodsklepená budova s podkrovím má výrazně členitý půdorys. Při severním průčelí ji převyšuje dvoupatrová věžička.
Na hlavním průčelí jsou lizény a ostění ze sliveneckého mramoru, na ostatních jsou provedeny v omítce. Fasáda hlavního průčelí je tříosá; na prostřední ose předstupuje schodiště a portikus, který je v úrovni patra zakončen malým balkonem.